# Veldrijden in het seizoen 2008-2009
Het veldritseizoen 2008-2009 begon op 14 september 2008 met de Steenbergcross te Erpe-Mere en eindigde op 22 februari 2009 met de Internationale Sluitingsprijs in Oostmalle, België.

## UCI ranking

### Eindstanden
De landenrankings per categorie werden opgemaakt door optelling van de punten die behaald werden door de eerste drie geklasseerde renners van elk land. In het geval dat landen gelijk stonden in de stand, was de plaats van hun beste renner in de individuele stand beslissend.

#### Mannen
| Plaats | Renner              | Punten |
| ------ | ------------------- | ------ |
| 1      | Sven Nys            | 3.150  |
| 2      | Zdeněk Štybar       | 2.360  |
| 3      | Bart Wellens        | 2.210  |
| 4      | Niels Albert        | 2.160  |
| 5      | Kevin Pauwels       | 1.952  |
| 6      | Lars Boom           | 1.888  |
| 7      | Thijs Al            | 1.596  |
| 8      | Klaas Vantornout    | 1.582  |
| 9      | Sven Vanthourenhout | 1.509  |
| 10     | Erwin Vervecken     | 1.454  |
| 11     | Francis Mourey      | 1.274  |
| 12     | Philipp Walsleben   | 1.259  |
| 13     | Gerben de Knegt     | 1.132  |
| 14     | Radomír Šimůnek     | 1.067  |
| 15     | Bart Aernouts       | 1.048  |
| 16     | Richard Groenendaal | 967    |
| 17     | Petr Dlask          | 913    |
| 18     | Christian Heule     | 884    |
| 19     | Simon Zahner        | 877    |
| 20     | Enrico Franzoi      | 768    |

| Plaats | Land                | Punten |
| ------ | ------------------- | ------ |
| 1      | België              | 7.520  |
| 2      | Nederland           | 4.616  |
| 3      | Tsjechië            | 4.340  |
| 4      | Frankrijk           | 2.578  |
| 5      | Italië              | 2.078  |
| 6      | Zwitserland         | 2.054  |
| 7      | Duitsland           | 1.771  |
| 8      | Verenigde Staten    | 1.551  |
| 9      | Polen               | 724    |
| 10     | Spanje              | 680    |
| 11     | Slowakije           | 675    |
| 12     | Verenigd Koninkrijk | 605    |
| 13     | Denemarken          | 460    |
| 14     | Canada              | 451    |
| 15     | Luxemburg           | 379    |
| 16     | Japan               | 301    |
| 17     | Oostenrijk          | 293    |
| 18     | Zweden              | 272    |
| 19     | Hongarije           | 236    |
| 20     | Servië              | 230    |

#### Vrouwen
| Plaats | Renster                  | Punten |
| ------ | ------------------------ | ------ |
| 1      | Hanka Kupfernagel        | 2.840  |
| 2      | Daphny van den Brand     | 2.242  |
| 3      | Katherine Compton        | 1.905  |
| 4      | Maryline Salvetat        | 1.650  |
| 5      | Christel Ferrier-Bruneau | 1.445  |
| 6      | Sanne van Paassen        | 1.370  |
| 7      | Pavla Havlíková          | 1.339  |
| 8      | Helen Wyman              | 1.325  |
| 9      | Marianne Vos             | 1.302  |
| 10     | Sanne Cant               | 1.084  |

| Plaats | Land | Punten |
| ------ | ---- | ------ |

Ranking per het einde van het seizoen.

## Kalender
De wereldbeker wordt weergegeven in vetgedrukte tekst, de belangrijkste regelmatigheidscriteriums in cursief gedrukte tekst.
Voor de wedstrijdcategorieën, zie UCI-wedstrijdcategorieën.

### September
| Datum | Cross                                             | Cat. | Winnaar mannen    | Winnaar vrouwen   |
| ----- | ------------------------------------------------- | ---- | ----------------- | ----------------- |
| 14    | Steenbergcross, Erpe-Mere                         | C2   | Niels Albert      |                   |
| 20    | FSA Star Crossed, Redmond                         | C2   | Jeremy Powers     | Susan Butler      |
| 20    | KTR Michigan Double Cross #1, Springfield         | C2   | Jonathan Page     | Natasha Elliott   |
| 20    | Nittany Lion Cross, Fogelsville                   | C2   | Jamey Driscoll    | Laura Van Gilder  |
| 21    | Rad Racing Grand Prix, Lakewood                   | C2   | Timothy Johnson   | Wendy Simms       |
| 21    | Cross Abergavenny (National Trophy) , Abergavenny | C2   | Ian Field         |                   |
| 21    | Grote Prijs Neerpelt, Neerpelt                    | C2   | Sven Nys          |                   |
| 21    | Charm City Cross, Baltimore                       | C2   | Michael Gallagher |                   |
| 21    | Grand Prix Olomouc, Olomouc                       | C2   | Martin Bína       |                   |
| 21    | KTR Michigan Double Cross #2, Springfield         | C2   | Jonathan Page     | Natasha Elliott   |
| 24    | Cross Vegas, Las Vegas                            | C1   | Ryan Trebon       | Katherine Compton |
| 27    | Mad Cross I, Sun Prairie                          | C2   | Jonathan Page     | Natasha Elliott   |
| 27    | Openingsveldrit Harderwijk, Harderwijk            | C2   | Thijs Al          |                   |
| 27    | Cross Unicov (TOI TOI Cup) , Uničov               | C2   | Martin Bína       |                   |
| 27    | Catamount Grand Prix, Williston                   | C2   | Jamey Driscoll    | Amy Dombroski     |
| 28    | Schoolhouse Cyclocross, East Montpelier           | C2   | Jamey Driscoll    | Amy Dombroski     |
| 28    | Cross Hlinsko (TOI TOI Cup) , Hlinsko             | C2   | Petr Dlask        |                   |
| 28    | Mad Cross II, Sun Prairie                         | C2   | Jonathan Page     | Natasha Elliott   |

### Oktober
| Datum | Cross                                                       | Cat. | Winnaar mannen        | Winnaar vrouwen        |
| ----- | ----------------------------------------------------------- | ---- | --------------------- | ---------------------- |
| 4     | Cyclocross International Podbrezova, Podbrezová             | C2   | Zdeněk Mlynář         | Pavla Havlíková        |
| 4     | Radquer Wädenswil, Wädenswil                                | C2   | Christian Heule       | Helen Wyman            |
| 5     | Badiquer Schmerikon, Schmerikon                             | C1   | Bart Aernouts         | Helen Wyman            |
| 5     | Cyclocross Zonhoven, Zonhoven                               | C2   | Niels Albert          | Nicolle De Bie-Leijten |
| 5     | Cross Exeter (National Trophy) , Exeter                     | C2   | David Willemsens      |                        |
| 5     | Cross im Park, Berlijn                                      | C2   | Philipp Walsleben     |                        |
| 10    | The Cyclo-Stampede, Burlington                              | C2   | Jeremy Powers         | Katherine Compton      |
| 11    | GP Région Wallonne, Dottignies                              | C2   | Sven Nys              |                        |
| 11    | Cross Louny (TOI TOI Cup) , Louny                           | C2   | Martin Bína           | Pavla Havlíková        |
| 11    | Grand Prix of Gloucester #1, Gloucester                     | C2   | Ryan Trebon           | Amy Dombroski          |
| 11    | Java Johnny's Cross, Middletown                             | C2   | Jeremy Powers         | Katherine Compton      |
| 12    | Bio Wheels/United Dairy Farmers UCI Harbin Park, Cincinnati | C1   | Jeremy Powers         | Katherine Compton      |
| 12    | Cyclocross Ruddervoorde (Superprestige), Ruddervoorde       | C1   | Sven Nys              |                        |
| 12    | Grand Prix of Gloucester #2, Gloucester                     | C2   | Ryan Trebon           | Amy Dombroski          |
| 12    | Jim Horner Cyclocross Grand Prix, Edmonton                  | C2   | Geoff Kabush          | Wendy Simms            |
| 12    | Cross Montrevel (Coupe de France), Montrevel-en-Bresse      | C2   | Francis Mourey        | Maryline Salvetat      |
| 12    | Cross Ceska Lipa (TOI TOI Cup) , Česká Lípa                 | C2   | Martin Bína           | Pavla Havlíková        |
| 16    | Kermiscross, Ardooie                                        | C2   | Niels Albert          |                        |
| 18    | Granogue Cross, Wilmington                                  | C1   | Ryan Trebon           | Deidre Winfield        |
| 18    | Kleicross, Lebbeke                                          | C2   | Radomír Šimůnek       | Veerle Ingels          |
| 18    | VI Ciclocross de Medina de Pomar, Medina de Pomar           | C2   | Constantino Zaballa   |                        |
| 19    | VI Ciclocross de Villarcayo, Villarcayo                     | C2   | Bart Verschueren      |                        |
| 19    | Wissahickon Cross, Philadelphia                             | C2   | Jeremy Powers         | Laura Van Gilder       |
| 19    | Vlaamse Industrieprijs Bosduin (Wereldbeker), Kalmthout     | CDM  | Sven Nys              | Daphny van den Brand   |
| 21    | Nacht van Woerden, Woerden                                  | C2   | Klaas Vantornout      |                        |
| 25    | USGP of Cyclocross #1 – Derby City Cup, Louisville          | C2   | Ryan Trebon           | Katerina Nash          |
| 26    | Internationales Radquer Steinmaur, Steinmaur                | C2   | Thomas Frischknecht   | Katrin Leumann         |
| 26    | USGP of Cyclocross #2 – Derby City Cup, Louisville          | C2   | Timothy Johnson       | Georgia Gould          |
| 26    | Cross Ipswich (National Trophy) , Ipswich                   | C2   | Paul Oldham           |                        |
| 26    | Grand Prix de la Commune de Contern, Contern                | C2   | Dieter Vanthourenhout | Patsy Larno            |
| 26    | Cyclocross Tabor (Wereldbeker), Tabor                       | CDM  | Niels Albert          | Hanka Kupfernagel      |
| 28    | Velka cena skupiny CEZ, Podborany                           | C2   | Petr Dlask            |                        |

### November
| Datum | Cross                                                                          | Cat. | Winnaar mannen        | Winnaar vrouwen          |
| ----- | ------------------------------------------------------------------------------ | ---- | --------------------- | ------------------------ |
| 1     | Koppenbergcross (GVA Trofee), Oudenaarde                                       | C1   | Sven Nys              |                          |
| 1     | The Cycle-Smart International #1, Northampton                                  | C2   | Jamey Driscoll        | Natasha Elliott          |
| 1     | National American Trophy #5, Boulder                                           | C2   | Todd Wells            | Georgia Gould            |
| 1     | Cyclocross International de Marle, Marle                                       | C2   | Francis Mourey        |                          |
| 1     | Internationales Radcross Magstadt, Magstadt                                    | C2   | Simon Zahner          | Jasmin Egger             |
| 2     | National American Trophy #6 – Boulder Cup, Boulder                             | C1   | Timothy Johnson       |                          |
| 2     | Internationale cyclocross Veghel-Eerde (Superprestige), Eerde                  | C1   | Niels Albert          | Reza Hormes-Ravenstijn   |
| 2     | The Cycle-Smart International #2, Northampton                                  | C2   | Jamey Driscoll        |                          |
| 2     | Int. Radquer Hittnau, Hittnau                                                  | C2   | Francis Mourey        | Katrin Leumann           |
| 2     | Grand Prix Lostice, Loštice                                                    | C2   | David Kášek           |                          |
| 2     | Europees kampioenschap, Liévin                                                 | CC   |                       | Hanka Kupfernagel        |
| 8     | Centennial Park Cross #1, Etobicoke                                            | C1   | Jeremy Powers         | Natasha Elliott          |
| 8     | Houtlandcross, Eernegem                                                        | C2   | Sven Nys              |                          |
| 9     | Centennial Park Cross #2, Etobicoke                                            | C1   | Timothy Johnson       | Natasha Elliott          |
| 9     | HPCX, Jamesburg                                                                | C1   | Adam McGrath          | Laura Van Gilder         |
| 9     | Internationales Radquer Frenkendorf, Frenkendorf                               | C2   | Lukas Flückiger       | Jasmin Egger             |
| 9     | Dam Cross, Los Angeles                                                         | C2   | Christopher Jones     | Rachel Lloyd             |
| 9     | Veldrit Pijnacker (Wereldbeker), Pijnacker                                     | CDM  | Lars Boom             | Hanka Kupfernagel        |
| 11    | Jaarmarktcross Niel (GVA Trofee), Niel                                         | C2   | Lars Boom             |                          |
| 15    | USGP of Cyclocross #3 – Mercer Cup, West Windsor                               | C1   | Timothy Johnson       | Georgia Gould            |
| 16    | Cyclocross Asper-Gavere (Superprestige), Gavere                                | C1   | Sven Nys              | Katherine Compton        |
| 16    | USGP of Cyclocross #4 – Mercer Cup, West Windsor                               | C1   | Todd Wells            | Georgia Gould            |
| 16    | Cross Kirkby Mallory (National Trophy), Kirkby Mallory                         | C2   | Nicolas Bazin         |                          |
| 17    | Cross Hole Vrchy (TOI TOI Cup) , Holé Vrchy                                    | C2   | Jaroslav Kulhavý      |                          |
| 22    | N. American Trophy #7 - Whitmore's Landscaping Super Cross Cup #1, Southampton | C1   | Ryan Trebon           | Georgia Gould            |
| 22    | North Carolina Grand Prix – Race #1, Hendersonville                            | C2   | Jeremiah Bishop       | Melanie Swartz           |
| 22    | GP van Hasselt (GVA Trofee), Hasselt                                           | C2   | Bart Wellens          |                          |
| 22    | Cross Mnichovo Hradiste (TOI TOI Cup) , Mnichovo Hradiště                      | C2   | Martin Zlámalík       |                          |
| 23    | Bollekescross (Superprestige), Hamme                                           | C1   | Sven Nys              |                          |
| 23    | N. American Trophy #8 - Whitmore's Landscaping Super Cross Cup #2, Southampton | C1   | Todd Wells            | Georgia Gould            |
| 23    | Trofeo Città di Lucca, Lucca                                                   | C2   | Marco Aurelio Fontana | Pavla Havlíková          |
| 23    | Internationales Radquer Meilen, Meilen                                         | C2   | Simon Zahner          | Jasmin Egger             |
| 23    | Cross LE Creuson (Coupe de France), Le Creusot                                 | C2   | Francis Mourey        | Christel Ferrier-Bruneau |
| 23    | Kansai Cyclocross Meeting Yasu Round, Yasu                                     | C2   | Keiichi Tsujiura      | Ayako Toyooka            |
| 23    | North Carolina Grand Prix – Race #2, Hendersonville                            | C2   | Jeremiah Bishop       | Melanie Swartz           |
| 23    | Internationale Döhlauer Crossrennen, Döhlau                                    | C2   | Johannes Sickmüller   | Sabrina Schweizer        |
| 29    | The Jingle Cross Rock #1, Iowa City                                            | C2   | Troy Wells            | Devon Gorry              |
| 29    | Baystate Cyclocross, Sterling                                                  | C2   | Jamey Driscoll        | Maureen Bruno Roy        |
| 29    | Duinencross (Wereldbeker), Koksijde                                            | CDM  | Erwin Vervecken       | Katherine Compton        |
| 30    | Cyclocross Gieten (Superprestige), Gieten                                      | C1   | Klaas Vantornout      | Sanne van Paassen        |
| 30    | Grand Prix de la Commune de Niederanven, Niederanven                           | C2   | Steve Chainel         |                          |
| 30    | The Jingle Cross Rock #2, Iowa City                                            | C2   | Todd Wells            | Amanda Miller            |

### December
| Datum | Cross                                                 | Cat. | Winnaar mannen        | Winnaar vrouwen          |
| ----- | ----------------------------------------------------- | ---- | --------------------- | ------------------------ |
| 6     | NBX Grand Prix of Cross #1, Warwick                   | C2   | Jamey Driscoll        | Laura Van Gilder         |
| 6     | USGP of Cyclocross #5 – Portland Cup, Portland        | C1   | Timothy Johnson       | Katerina Nash            |
| 7     | NBX Grand Prix of Cross #2, Warwick                   | C2   | Jamey Driscoll        | Laura Van Gilder         |
| 7     | Grand Prix Julien Cajot, Leudelange                   | C2   | Davy Commeyne         |                          |
| 7     | Capital Cross Classic, Reston                         | C2   | Weston Schempf        | Deidre Winfield          |
| 7     | Grand Prix International Cyclocross Sion-Valais, Sion | C2   | Lukas Flückiger       | Katrin Leumann           |
| 7     | USGP of Cyclocross #6 – Portland Cup, Portland        | C2   | Ryan Trebon           | Katerina Nash            |
| 7     | Frankfurter Rad-Cross, Frankfurt am Main              | C2   | Philipp Walsleben     | Hanka Kupfernagel        |
| 7     | Ziklokross Igorre (Wereldbeker), Igorre               | CDM  | Sven Nys              |                          |
| 8     | Premio Asteasu de Ciclocross, Asteasu                 | C2   | Bart Wellens          |                          |
| 8     | Cyclocross del Ponte, Oderzo                          | C2   | Marco Bianco          | Sanne Cant               |
| 13    | GP Rouwmoer (GVA Trofee), Essen                       | C2   | Sven Nys              |                          |
| 13    | Cyclocross Pilsen (TOI TOI Cup) , Pilsen              | C2   | Martin Zlámalík       |                          |
| 14    | Gran Premio Città San Martina, Verbania               | C1   | Marco Aurelio Fontana |                          |
| 14    | Druivencross, Overijse                                | C1   | Kevin Pauwels         |                          |
| 14    | Ciclocross Ciudad de Valencia, Valencia               | C2   | Isaac Suárez          |                          |
| 14    | Cross Whitwell (National Trophy), Whitwell            | C2   | Paul Oldham           |                          |
| 14    | Cross Quelneuc (Coupe de France), Quelneuc            | C2   | Francis Mourey        | Christel Ferrier-Bruneau |
| 19    | Scheldecross, Antwerpen                               | C2   | Thijs Al              | Hanka Kupfernagel        |
| 21    | Cyclocross Nommay (Wereldbeker), Nommay               | CDM  | Lars Boom             | Katherine Compton        |
| 26    | Internationales Radquer Dagmersellen, Dagmersellen    | C2   | Francis Mourey        | Jasmin Egger             |
| 26    | Grand Prix DAF Grand Garage Engel, Differdange        | C2   | Davy Coenen           |                          |
| 26    | GP Eric De Vlaeminck (Wereldbeker), Heusden-Zolder    | CDM  | Thijs Al              | Marianne Vos             |
| 27    | Silvestercyclocross, Torhout                          | C2   | Klaas Vantornout      |                          |
| 28    | Cyclocross Diegem (Superprestige), Diegem             | C1   | Zdenek Stybar         |                          |
| 29    | Noordzeecross, Middelkerke                            | C1   | Sven Nys              |                          |
| 30    | Azencross (GVA Trofee), Loenhout                      | C1   | Zdenek Stybar         | Daphny van den Brand     |
| 31    | Grand Prix 5 Sterne Region, Beromünster               | C2   | Florian Vogel         | Jasmin Egger             |

### Januari
| Datum | Cross                                                | Cat. | Winnaar mannen      | Winnaar vrouwen      |
| ----- | ---------------------------------------------------- | ---- | ------------------- | -------------------- |
| 1     | GP Sven Nys (GVA Trofee), Baal                       | C1   | Sven Nys            |                      |
| 1     | GP Hotel Threeland, Pétange                          | C2   | Steve Chainel       | Georgia Gould        |
| 2     | Grote Prijs De Ster, Sint-Niklaas                    | C2   | Bart Wellens        |                      |
| 4     | Flüüger-Quer, Dübendorf                              | C1   | Simon Zahner        | Jasmin Egger         |
| 4     | GP Groenendaal, Sint-Michielsgestel                  | C1   | Eddy van IJzendoorn | Mirjam Melchers      |
| 4     | Witloofveldrit, Tervuren                             | C2   | Niels Albert        | Daphny van den Brand |
| 14    | Centrumcross, Surhuisterveen                         | C1   | Lars Boom           | Saskia Elemans       |
| 18    | Cross Derby (National Trophy), Derby                 | C2   | Jody Crawforth      |                      |
| 18    | Grand Prix Lille Métropole (Wereldbeker), Roubaix    | CDM  | Erwin Vervecken     | Katherine Compton    |
| 24    | Kasteelcross, Zonnebeke                              | C2   | Jan Denuwelaere     |                      |
| 25    | Ispasterko Udala Sari Nagusia, Llodio                | C2   | Isaac Suárez        |                      |
| 25    | Cyclocross International de Lanarvily, Lanarvily     | C2   | Cyrille Bonnand     | Johanna Bleuzen      |
| 25    | Trofeo Mamma & Papà Guerciotti (Wereldbeker), Milaan | CDM  | Sven Nys            | Daphny van den Brand |

### Februari
| Datum | Cross                                                 | Cat. | Winnaar mannen | Winnaar vrouwen      |
| ----- | ----------------------------------------------------- | ---- | -------------- | -------------------- |
| 1     | Wereldkampioenschappen, Hoogerheide                   | CM   | Niels Albert   | Marianne Vos         |
| 4     | Parkcross, Maldegem                                   | C2   | Sven Nys       |                      |
| 7     | Krawatencross (GVA Trofee), Lille                     | C1   | Niels Albert   | Daphny van den Brand |
| 8     | Vlaamse Aardbeiencross (Superprestige), Hoogstraten   | C1   | Sven Nys       |                      |
| 14    | Cyclocross Heerlen, Heerlen                           | C1   | Thijs Al       | Sanne van Paassen    |
| 14    | Grote Prijs Stad Eeklo, Eeklo                         | C2   | Niels Albert   |                      |
| 15    | GP Fidea (Superprestige), Vorselaar                   | C1   | Sven Nys       |                      |
| 22    | Internationale Sluitingsprijs (GVA Trofee), Oostmalle | C1   | Sven Nys       | Marianne Vos         |

## Kampioenen
| Land                  | Datum               | Winnaar mannen           | Winnaar vrouwen       |
| --------------------- | ------------------- | ------------------------ | --------------------- |
| Wereld ( Hoogerheide) | 31-01 februari 2009 | Niels Albert             | Marianne Vos          |
| Europa ( Liévin)      | 2 november 2008     |                          | Hanka Kupfernagel     |
|                       |                     |                          |                       |
| België                | 10-11 januari 2009  | Sven Nys                 | Joyce Vanderbeken     |
| Canada                | 11 oktober 2008     | Geoff Kabush             | Wendy Simms           |
| Denemarken            | 11 januari 2009     | Joachim Parbo            | Nikoline Hansen       |
| Duitsland             | 10-11 januari 2009  | Philipp Walsleben        | Hanka Kupfernagel     |
| Finland               |                     | Kimmo Kananen            | Anna Ronkainen        |
| Frankrijk             | 10-11 januari 2009  | Francis Mourey           | Maryline Salvetat     |
| Groot-Brittannië      | 7 januari 2009      | Jody Crawforth           | Helen Wyman           |
| Hongarije             | 11 januari 2009     | Szilárd Buruczki         | Barbara Benko         |
| Ierland               |                     | Robin Seymour            | Francine Meehan       |
| Italië                | 11 januari 2009     | Enrico Franzoi           | Eva Lechner           |
| Japan                 | 14 december 2008    | Keiichi Tsujiura         | Ayako Toyooka         |
| Kroatië               |                     | Emanuel Kišerlovski      | Viena Balen           |
| Luxemburg             | 11 januari 2009     | Gusty Bausch             | Suzie Godart          |
| Nederland             | 10-11 januari 2009  | Lars Boom                | Daphny van den Brand  |
| Oostenrijk            | 11 januari 2009     | Peter Presslauer         | Elke Riedl            |
| Polen                 | 11 januari 2009     | Pawel Szczepaniak        | Kinga Mudyn           |
| Roemenië              |                     | Lucian Logigan           |                       |
| Servië                |                     | Ivan Jovanović           |                       |
| Slowakije             | 14 december 2008    | Milan Barényi            | Zuzana Vojtášová      |
| Spanje                | 10-11 januari 2009  | Javier Ruiz de Larrinaga | Rocio Gamonal Ferrera |
| Tsjechië              | 13 december 2008    | Zdeněk Štybar            | Pavla Havlíková       |
| Verenigde Staten      | 14 december 2008    | Ryan Trebon              | Katherine Compton     |
| Zweden                | 29 november 2008    | Jens Westergren          | Kajsa Snihs           |
| Zwitserland           | 11 januari 2009     | Christian Heule          | Jasmin Achermann      |

1982-1983 · 
1983-1984 · 
1984-1985 · 
1985-1986 · 
1986-1987 · 
1987-1988 · 
1988-1989 · 
1989-1990 · 
1990-1991 · 
1991-1992 · 
1992-1993 · 
1993-1994 · 
1994-1995 · 
1995-1996 · 
1996-1997 · 
1997-1998 · 
1998-1999 · 
1999-2000 · 
2000-2001 · 
2001-2002 · 
2002-2003 · 
2003-2004 · 
2004-2005 · 
2005-2006 · 
2006-2007 · 
2007-2008 · 
2008-2009 · 
2009-2010 · 
2010-2011 · 
2011-2012 · 
2012-2013 · 
2013-2014 · 
2014-2015 · 
2015-2016 · 
2016-2017 · 
2017-2018 · 
2018-2019 · 
2019-2020 · 
2020-2021 · 
2021-2022 · 
2022-2023 ·
2023-2024 ·
2024-2025
Kampioenschappen:  Wereldkampioenschappen · 
 Europese kampioenschappen · 
 Belgische kampioenschappen · 
 Nederlandse kampioenschappen
Klassementen:  Wereldbeker · 
 Superprestige · 
 GvA Trofee · 
 TOI TOI Cup · 
 Challenge national